# Ночера Супериоре
Ночѐра Суперио̀ре (на италиански: Nocera Superiore) е град и община в Южна Италия, провинция Салерно, регион Кампания. Разположен е на 70 m надморска височина. Населението на общината е 24 255 души (към 2011 г.).